# Simpson Horror Show XXX
Le Simpson Horror Show XXX (France) ou Spécial d'Halloween XXX (Québec) (Treehouse of Horror XXX) est un épisode de la série télévisée d'animation Les Simpson. Il s'agit du quatrième épisode de la trente-et-unième saison et du 666e de la série. Il s'agit, par ailleurs, du trentième épisode Horror Show de la série.

## Synopsis

### Introduction
Marge donne naissance à son troisième enfant et Homer, ne souhaitant pas d'un deuxième garçon, échange ce dernier contre une fille nommée Maggie, malgré le fait que le démon sommeille en elle. Homer et Marge la ramènent alors chez eux où elle révèle tout son potentiel, notamment lors de son anniversaire où Ned va décider de la sacrifier sur l'autel de l'église. Cependant, Maggie va prendre le dessus et anéantir ceux qui veulent la détruire...

### Danger Things
Dans les années 1980, après avoir quitté la cabane dans l'arbre de Bart, Milhouse se retrouve kidnappé par un monstre et embarqué dans une nouvelle dimension. Lisa est alors envoyée pour le sauver, mais cette nouvelle dimension risque de les garder indéfiniment... (Référence à la série Stranger Things disponible sur Netflix)

### Heaven Swipes Right
Après avoir avalé un hot-dog de travers, Homer trouve la mort et est envoyé au Paradis. Cependant, son heure n'étant pas venue, il est renvoyé sur Terre, mais est contraint de trouver un nouveau corps, le sien étant en décomposition. Il va alors tester de nombreux corps jusqu'à trouver celui qui puisse pleinement combler Marge...

### When Hairy Met Slimy
Après avoir été renvoyée du service d'immatriculation des véhicules, Selma trouve un travail de technicienne de surface à la centrale nucléaire de Springfield. En se rendant dans une salle secrète, elle rencontre l’extraterrestre Kang dont elle tombe amoureuse. Elle va alors tout faire pour le sauver de la mort, jusqu'à vouloir aller avec lui sur sa planète. Cependant, la haine de M. Burns et sa sœur vont lui mettre des bâtons dans les roues...

## Réception
Lors de sa première diffusion, l'épisode a attiré 5,42 millions de téléspectateurs.